# Ibudilast
Ibudilast (łac. ibudilastum) – wielofunkcyjny organiczny związek chemiczny, niespecyficzny inhibitor fosfodiesterazy i lek przeciwleukotrienowy, stosowany w leczeniu astmy oskrzelowej, alergii oraz zawrotów głowy, wprowadzony na rynek farmaceutyczny w Japonii i Korei Południowej. 

## Mechanizm działania
Ibudilast jest inhibitorem fosfodiesteraz PDE3, PDE4, PDE10 oraz PDE11 i powoduje zwiększenie poziomu drugorzędowych przekaźników komórkowych – cyklicznego adenozyno-3′,5′-monofosforanu (cAMP) i cyklicznego guanozyno-3′,5′-monofosforanu (cGMP). Lek hamuje aktywność enzymów zarówno obwodowych jak i ośrodkowych. Poprzez hamowanie aktywności PDE3 oraz PDE4 rozkurcza mięśnie gładkie oskrzeli i naczyń krwionośnych, zwiększa przepływ krwi przez naczynia oraz hamuje agregację płytek krwi.
Ibudilast łatwo przekracza barierę krew-mózg i w ośrodkowym układzie nerwowym wywiera działanie przeciwzapalne i immunomodulacyjne poprzez hamowanie wytwarzania cytokin prozapalnych (IL‐6, IL‐1β, TNF-α) i wolnych rodników tlenowych (m.in. tlenku azotu) oraz stymulowanie wytwarzania cytokin przeciwzapalnych (IL‐10) i czynników neurotroficznych (czynnik neurotroficzny pochodzenia glejowego (GDNF), czynnik wzrostu nerwów (NGF), neurotrofina-4 (NT-4)). 

## Zastosowanie
- astma oskrzelowa[6]
- zawroty głowy po udarze mózgu[6]
- atopowe zapalenie spojówek[7]
- alergiczny nieżyt nosa[7]

Ibudilast jest z zalecany w wytycznych Japońskiego Towarzystwa Alergologicznego (ang. Japanese Society of Allergology) w leczeniu astmy oskrzelowej oraz atopowego zapalenia spojówek. 
Ibudilast jest dopuszczony do obrotu w Japonii oraz Korei Południowej i nie jest dopuszczony do obrotu w Polsce (2020).
Prowadzone są badania nad zastosowaniem ibudilastu w leczeniu: COVID-19, stwardnienia rozsianego, bólu neuropatycznego, polekowych bólów głowy, zaburzeń poudarowych, stwardnienia zanikowego bocznego, uzależnienia od opioidów, alkoholu oraz metamfetaminy.

## Działania niepożądane
Ibudilast może powodować następujące działania niepożądane u ponad 0,5% pacjentów: anoreksja, ból brzucha, ból głowy, dyspepsja, nudności, wymioty, zawroty głowy. Objawy ze strony przewodu pokarmowego zwykle mijają samoistnie w ciągu 2–4 od rozpoczęcia stosowania. 